# Aurélia Beigneux

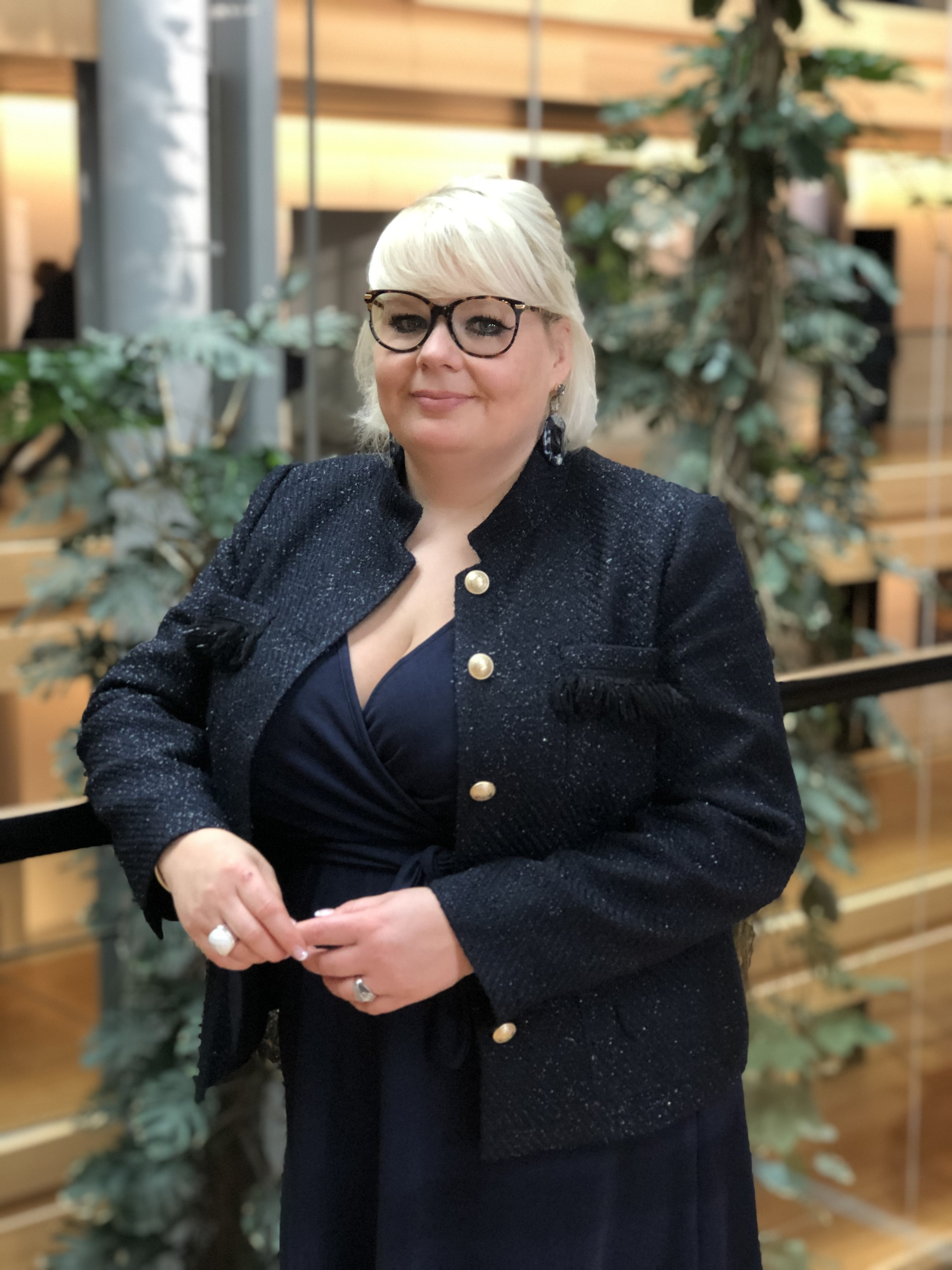
Aurélia Beigneux (2019)

Aurélia Beigneux (geboren am 2. Juni 1980 in Rillé) ist eine französische Politikerin (RN). Beigneux war seit 2014 kommunalpolitisch in Hénin-Beaumont engagiert, seit der Europawahl 2019 ist sie Mitglied des Europäischen Parlaments als Teil der ID-Fraktion.

## Leben
Beigneux begann zunächst als Assistentin in einer Apotheke zu arbeiten. Seit 2002 ist sie Geschäftsführerin des im selben Jahr gegründeten Unternehmens namens Epinorpa.
Seit 2009 ist Beigneux Mitglied des Front National (seit 2018 Rassemblement National, RN). 2012 kandidierte sie erstmals für ein politisches Amt: Gemeinsam mit Ludovic Pajot als ihrem Stellvertreter kandidierte sie bei den Parlamentswahlen 2012 im 9. Wahlkreis von Pas-de-Calais, wo sie im ersten Wahlgang 17 % der Stimmen erhielt.
Bei den Kommunalwahlen 2014 wurde sie auf der Liste von Steeve Briois in den Gemeinderat von Hénin-Beaumont gewählt, Briois ernannte sie zur stellvertretenden Bürgermeisterin. Im Jahr 2015 wurde sie zusammen mit Christopher Szczurek zur Abgeordneten des Rates des Départements Pas-de-Calais im Kanton Hénin-Beaumont-2 gewählt und erhielt im zweiten Wahlgang 53,8 % der Stimmen. Sie wurde bei den Kommunalwahlen 2020 als Gemeinderätin wiedergewählt.
2019 nominierte der RN Beigneux für den 14. Listenplatz für die Europawahl 2019. Bei der Wahl verlor der RN leicht an Stimmen (minus 1,5 Prozent), gewann dennoch 23 der 79 französischen Mandate, sodass Beigneux direkt einzog. Sie trat gemeinsam mit ihren RN-Parteikolleginnen und -kollegen der rechtsextremen ID-Fraktion bei. Für die Fraktion ist Beigneux Mitglied im Ausschuss für Umweltfragen, öffentliche Gesundheit und Lebensmittelsicherheit sowie stellvertretendes Mitglied im September 2020 eingerichteten Untersuchungsausschuss im Zusammenhang mit dem Schutz von Tieren beim Transport.